# Martin Telser
Pour les articles homonymes, voir Telser.
Martin Telser est un footballeur liechtensteinois né le 16 octobre 1978.

## Carrière

### En club
- 1995-1999 : FC Balzers ( Liechtenstein)
- 1999-2006 : FC Vaduz ( Liechtenstein)
- 2006-2009 : FC Balzers ( Liechtenstein)

### En sélection

#### Buts internationaux
| #  | Date            | Lieu                               | Adversaire  | Score | Résultat | Compétition             |
| -- | --------------- | ---------------------------------- | ----------- | ----- | -------- | ----------------------- |
| 1. | 14 octobre 1998 | Rheinpark Stadion, Vaduz (Liecht.) | Azerbaïdjan | 2-0   | 2-1      | Éliminatoires Euro 2000 |

### Palmarès
- Vainqueur de la Coupe du Liechtenstein : 2000, 2001, 2002, 2003,2004, 2005, 2006.